# Левый Берег (Амурская область)
Ле́вый Бе́рег — село в Архаринском районе Амурской области, входит в состав Черниговского сельсовета.

## География
Село Левый Берег стоит на левом берегу реки Бурея, ниже автомобильного моста на трассе «Амур» и выше железнодорожного моста на Транссибе.
На правом берегу Буреи напротив села Левый Берег стоит посёлок Новобурейский Бурейского района.
Расстояние до районного центра Архара (на юго-восток по автотрассе «Амур», через Каменку) — 60 км.
Расстояние до административного центра Черниговского сельсовета села Черниговка (через Каменку, Новодомикан и станцию Домикан) — 29 км.

## Население
| 2002 | 2010 | 2012 | 2013 | 2014 | 2015 | 2016 |
| ---- | ---- | ---- | ---- | ---- | ---- | ---- |
| 11   | ↘1   | →1   | →1   | →1   | →1   | →1   |
| 2017 | 2018 |      |      |      |      |      |
| →1   | →1   |      |      |      |      |      |

## Улицы
В селе имеется одна улица — Набережная.